# Кэшик
Кэши́к, кеши́к (от тюрк. кэзик — «очередь», «смена») — личная гвардия великих ханов (каанов) Монгольского государства, учреждённая Чингис-ханом. Основанная как стража ханской ставки, гвардия также приобрела значение элитного подразделения монгольской армии, а также важного звена в управлении государством, являясь, по сути, главной опорой ханской власти.

## Гвардии в государствах кочевников
Гвардейские соединения при правителях государств кочевников Евразийской степи существовали издавна. Известно, что при хуннских шаньюях состояли отряды телохранителей — ланчжунов. Сяньбийские каганы набирали в свою гвардию (цзиньши) сыновей и младших братьев «великих людей» (дажэнь), сановников и местных правителей. Тоба Лигуй, принявший в 396 году титул императора (хуанди), реформировал государственный аппарат. Высшие должностные лица, участвовавшие в заседаниях государственного совета, были назначены из гвардейцев.
Гвардейцы (бёри — «волки») правителей Тюркского каганата численностью в 900 человек представляли собой ударные части войска — тяжёлую панцирную кавалерию. Ими командовал тойкан, управитель ставки кагана. Данных о назначении гвардейцев на государственные должности в каганате нет.
В Кыргызском каганате гвардия, состоявшая из «алыпов» (рыцарей), численностью в 30 000 человек была основана каганом Ажо. Это формирование делилось на 3 тумена и находилось под командованием «трех великих главнокомандующих» — хэси-бэй, ацзюйшабо-бэй, ами-бэй. Гвардия набиралась исключительно из енисейских кыргызов, которые таким образом являлись элитной тяжеловооружённой гвардией кагана, а также регулярной армией государства.
Важную роль гвардия играла в киданьском государстве Ляо; она называлась суань («сердце и живот»). При этом, гвардия основателя династии Абаоцзи носила собственное имя пиши («твёрдая, как алмаз»). Гвардейцы набирались из различных племён и размещались (с 922 года) в ставке-орде при особе императора. Когда правитель отправлялся в путь, гвардия сопровождала его. После смерти императора часть гвардии переходила на службу к его вдове, часть составляла почётную охрану его гробницы. В военное время у гробницы оставались лишь старые и слабые воины, молодые и сильные вливались в действующую армию. Гвардейцы нередко занимали высокие правительственные должности.
Гвардейская тысяча чжурчженьских императоров называлась хэчжа (от хашань — «защита»).
У глав монгольских племён также были охранные формирования. В Сокровенном сказании упоминаются стражники-турхауты Таргутай-Кирилтуха, вождя тайджиутов, и тысяча турхаутов кераитского Ван-хана.

## История создания кэшика
Первыми гвардейцами Тэмуджина, согласно Юань-ши, стали его нукеры (дружинники) — Боорчу, Мухали, Борохул и Чилаун, прозывавшиеся «четыре героя» (дэрбэн кюлюд). Они должны были командовать четырьмя отрядами воинов-кешиктенов, поочерёдно неся службу при хане. Сокровенное сказание относит создание гвардии-кэшика к зиме 1203/1204 годов, когда, после победы над кераитами, Тэмуджин в урочище Орноуйн-кельтегай-хада на берегах Халхи произвёл подсчёт и реорганизацию своих войск. Хан извлёк урок из недавней войны, когда ему удалось практически беспрепятственно захватить неохраняемую ставку Ван-хана. Созданный Тэмуджином корпус кешиктенов делился на две части: турхаудов — дневную стражу, и кебтеулов — ночную (соответственно 70 и 80 человек). «В этот отряд по выбору зачислялись самые способные и видные наружностью сыновья и младшие братья нойонов, тысячников и сотников, а также сыновья людей свободного состояния (уту-дурайн)». Таким образом обеспечивалась круглосуточная охрана ставки. Отряд турхаудов был отдан под команду Оголе-черби и Худус-Халчану. Кроме того была собрана тысяча багатуров — лучших монгольских воинов — под командованием Архай-Хасара. Тэмуджин повелел им в «дни битв сражаться пред его очами», а в остальное время выполнять роль турхах-кешиктенов, то есть дневной стражи, в дополнение к собственно турхаудам.
На курултае 1206 года, когда было провозглашено создание Великого Монгольского Государства (Йекэ Монгол Улус), а Тэмуджину дан титул Чингис-хана, кэшик получил окончательную организацию. Численность гвардии была доведена до тумэна (10000 воинов) путём набора, как и ранее, из сыновей и младших братьев нойонов, тысячников и сотников, причём теперь сын тысячника должен был привести с собой десять нукеров, сын сотника — пять, сын десятника или «человек свободного состояния» — трёх. Чингис-хан повелел «никоим образом не удерживать направляющихся к нам крепостных-аратов, которые хотели бы обучаться во дворце и состоять при нас».

## Система организации кэшика
В организации монгольской гвардии многое позаимствовано от тюркских аналогов. Сами названия кэшик, кешиктен выводят из тюркского кэзик — «очередь», «смена», «нести службу в очередь, посменно, поочерёдно».
Кешиктен получал обеспечение за счёт той десятеричной административной единицы (тумэн, тысяча), из которой он прибыл на службу. Будущий гвардеец должен был явиться в ставку со своими людьми, лошадьми и, видимо, скотом. Такой порядок был подтверждён указом Хубилая от 1263 года. В 1281 году кешиктены были взяты двором на частичное содержание, а в 1291 — на полное довольствие.

### Основная гвардия
- Турхауды, Турхауты (Торгуты) — гвардейцы дневной стражи. Название считается производным от тюркских слов тур («стоять»), туркак («стража»)[1]. В 1206 году их численность значительно возросла от изначальных 70 воинов. Было набрано 8 полков турхаудов по тысяче в каждом[10]. Командующие — Оголе-черби, Буха (брат Мухали), Алчидай, Додай-черби, Дохолху-черби, Чанай, Ахутай.
- Кебтеулы — ночная стража ханской ставки. Первоначальный состав из 80 воинов был, по реформе 1206 года, расширен до 800, а затем и до тысячи. Командующие — Еке-Неурин.

### Дополнительная гвардия
- Хорчины — стрельцы, сначала их было набрано 400, затем численность доведена до тысячи. В обязанности хорчи-кешиктенов входило вступать на свои посты вместе с дневной стражей турхаудов (торгутов). Командующие — Есунтее, сын Джэлмэ, и Букидай, сын Тугая.
- Хошуты — во время боевых действий полк «хошут» выполнял авангардные функции — разведка, отражение первых ударов противника, помимо этого в их обязанности входила дневная служба охранения лично императора. В «Сокровенном сказании монголов» об этом отряде телохранителей говорится, что Чингисхан повелел им в «дни битв сражаться пред его очами». Командующие  —  Джочи-Хасар (Хубату-Хасар), младший брат Чингисхана.
- Багатуры (Баатуды) — богатыри, особый корпус сильнейших воинов. По реформе 1206 года, был включён в состав дневной стражи турхаудов, причём корпус багатуров был несменяемым. В военное время «бились пред очами» хана. Например, в битве на реке Инд в 1221 году были введены в бой в качестве резерва[11]. Командующие — Архай-Хасар.

## Гвардия при Хубилае
Значительные изменения в организации гвардии произошли при Хубилае, особенно после основания им династии Юань и установления административного управления по китайскому образцу. Вскоре после прихода к власти Хубилай издал указ (1263), уточняющий систему набора кешиктенов:
Каждый темник посылает одного тулухуа (турхах), десять лошадей, две парных упряжки быков и четырёх землепашцев. Каждый тысячник, если в его подчинении имеется пятьсот солдат и более, посылает турхаха шесть лошадей, одну парную упряжку быков и двух землепашцев. Каждый тысячник, который имеет в подчинении менее пятисот солдат, но процветающие дворы и сильных юношей, также присылает турхаха и то же количество лошадей, быков и землепашцев. Сыновьям и младшим братьям темников и тысячников, которых посылают в турхахи, можно брать с собой жён и детей. Число лично несвободных людей, которых они могут взять с собой не устанавливается.(Юань-ши, цзюань 98)
Позднее численность гвардии была увеличена; созданы новые гвардейские корпуса (вэй) из монголов, китайцев, тангутов, карлуков, кыпчаков, канглы, русских. Гвардейцы вэй располагались в своеобразных военных поселениях («тысячах») и помимо несения службы, сами обрабатывали землю.